# Kyōko Koizumi
Kyōko Koizumi (jap. 小泉 今日子 Koizumi Kyōko; ur. 4 lutego 1966 w Atsugi) – japońska aktorka i piosenkarka.

## Filmografia

### Seriale
- Fuji Family 2017 (NHK 2017)
- Kangoku no Ohimesama (TBS 2017)
- Super Salaryman Saenai-shi (NTV 2017)
- Totto Terebi (NHK 2016)
- Fuji Family (NHK 2016)
- HiGH＆LOW ～THE STORY OF S.W.O.R.D.～ (NTV 2015)
- Ano hi mita hana no namae o bokutachi wa mada shiranai. (Fuji TV 2015)
- Gokuaku Ganbo (Fuji TV 2014)
- Saigo Kara Nibanme no Koi 2 (Fuji TV 2012)
- Amachan (NHK 2013)
- Saigo Kara Nibanme no Koi (Fuji TV 2012)
- Shokuzai (Wowow 2012)
- Tonbi (NHK 2012)
- Unubore Deka (TBS 2010) odc.7
- Hatachi no Koibito (TBS 2007)
- Sailor Fuku to Kikanju (TBS 2006)
- Yasashii Jikan (Fuji TV 2005) odc.9
- Kawa, Itsuka Umi e (NHK 2003)
- Manhattan Love Story (TBS 2003)
- Suika (NTV 2003)
- Sensei no Kaban (Wowow 2003)
- Musashi (NHK 2003)
- Shiritsu Tantei Hama Mike (NTV 2002)
- Koi wo Nannen Yasundemasu ka (TBS 2001)
- Renai Kekkon no Rule (Fuji TV 1999)
- Kamisan Nanka Kowakunai (TBS 1998)
- Owari no Nai Dowa (TBS 1998)
- Melody (TBS 1997)
- Mada Koi wa Hajimaranai (Fuji TV 1995)
- Boku ga Kanojo ni, Shakkin wo Shita Riyuu (TBS 1994)
- Chance (Fuji TV 1993)
- Ai Suru to iu Koto (TBS 1993))
- Anata Dake Mienai (Fuji TV 1992)
- Papa to Nat-chan (TBS 1991)
- Aishiatteru Kai (Fuji TV 1989)
- Ashita wa Atashi no Kaze ga Fuku (NTV 1989)
- Hanayome Ningo wa Nemuranai (TBS 1986)
- Shojo ni Nani ga Okotta ka (TBS 1985)
- Ato wa Neru Dake (TV Asahi 1983)
- Anmitsu Hime (Fuji TV 1983)
- Toge no Gunzo (NHK 1982)

### Filmy
- Taberu Onna (2018)
- High & Low The Movie 3 Final Mission (2017)
- Sanpo Suru Shinryakusha (2017)
- High & Low The Movie (2016)
- Kako: My Sullen Past (2016)
- Road To High & Low (2016)
- Real (2013)
- Tsuya no Yoru (2013)
- Shokuzai (2012)
- Mainichi Kasan (2011)
- Sabi Otoko Sabi Onna (2011)
- Mother Water (2010)
- Tokyo Sonata (2009)
- Gou-Gou Datte Neko Dearu (2008)
- Three for the Road (2007)
- Tenten (2007)
- Tokyo Tower: Mom and Me, and Sometimes Dad (2007)
- Love My Life (2006)
- Ten Nights of Dream (2006)
- Tears for You (2006)
- What the Snow Brings (2005)
- Kuchu teien (2005)
- Survive Style 5+ (2004)
- Rockers (2003)
- Onmyoji ((2001)
- Blue Spring (2001)
- Kaza-Hana (2000)
- The Accomplice (1999)
- Odoru daisosasen (1998)
- Yamai wa kikara: Byoin e iko 2 (1992)
- Supergirl Reiko (1991)
- Kaito Ruby (1988)
- Bokuno onna ni teodasuna (1986)
- A Kitten's Story (1986)
- Seito shokun! (1984)
- Jukkai no mosquito (1983)

## Dyskografia

### Albumy studyjne
- My Fantasy (jap. マイ・ファンタジー) (1982)
- Utairo no kisetsu (jap. 詩色の季節) (1982)
- Breezing (1983)
- SEPARATION KYOKO (CT Only Release) (1983)
- WHISPER (1983)
- Kyon Kyon Club (jap. Kyon Kyon倶楽部) (CT Only Release) (1984)
- Betty (1984)
- Today's Girl (1985)
- Flapper (1985)
- Kyōko no sayaku tanoshiku utsushiku (jap. 今日子の清く楽しく美しく) (1986)
- Liar (1986)
- HIPPIES (1987)
- Phantasien (1987)
- BEAT POP (1988)
- KOIZUMI IN THE HOUSE (1989)
- No17 (1990)
- afropia (1991)
- TRAVEL ROCK (1993)
- ''Otoko no ko onna no ko (jap. オトコのコ オンナのコ) (1996)
- KYO→ (1998)
- Atsugi I.C. (jap. 厚木I.C) (2003)
- Nice Middle (2008)
- Koizumi Chansonnier (2012)